# بخش لولز
بخش لولز (به اسپانیایی: Departamento Lules) یک منطقهٔ مسکونی در آرژانتین است که در استان توکومان واقع شده‌است. بخش لولز ۵۴۰ کیلومتر مربع مساحت و ۵۷٬۲۳۵ نفر جمعیت دارد.